# Megachile marginata
Megachile marginata är en biart som beskrevs av Smith 1853. Megachile marginata ingår i släktet tapetserarbin, och familjen buksamlarbin. Inga underarter finns listade i Catalogue of Life.